# 胡安·拉蒙·希梅内斯
胡安·拉蒙·希梅内斯（1881年12月24日—1958年5月29日)，西班牙安达卢西亚诗人，1956年诺贝尔文学奖获得者。他是一个多产的作家，代表作《小银和我》（或譯《小毛驢之歌》）、《悲哀的咏叹调》。

## 主要作品
較早期的作品有《詩韻》、《傷悲的小調》、《牧歌》與《遠方的花園》等，充滿感傷情調。詩人之後受到現代主義影響，著有《挽歌》、《有聲的孤獨》、《春天的歌謠》、《憂鬱》、《普拉特羅和我》等。1915年以後，詩歌創作走向成熟，有《一個新婚詩人的日記》、《精神的十四行詩》、《寶石與天空》、《我所唱出的歌》、《一個詩人與海的日記》、《空間》等作品。

## 作品在台灣的出版

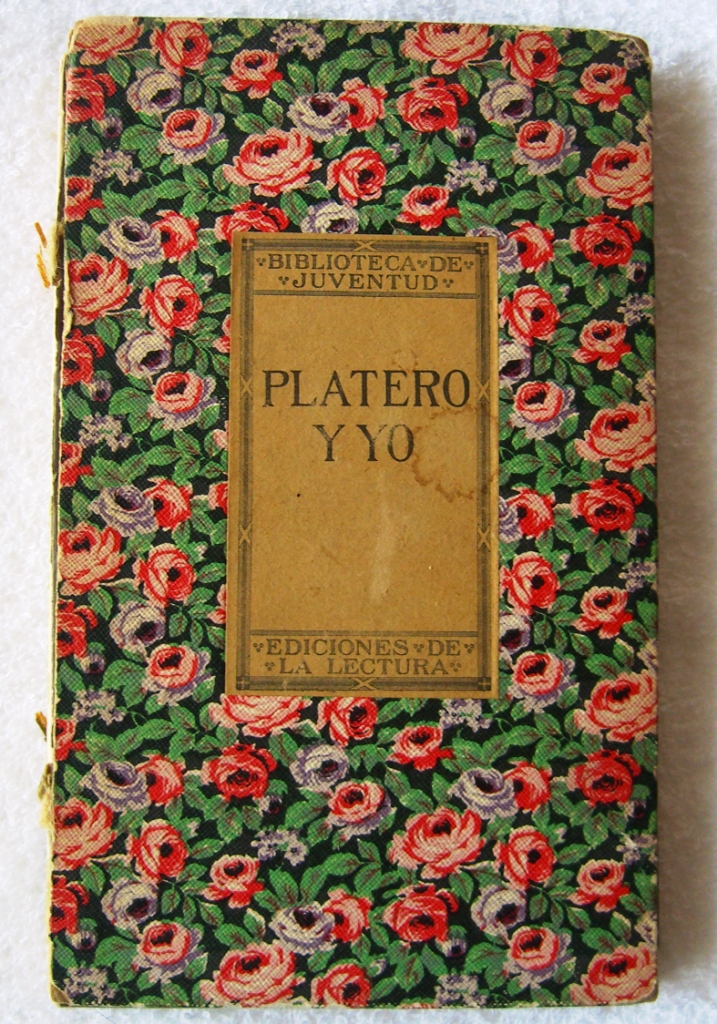
1914年第一版的《普拉特羅和我》

- 趙雅博/譯，《心靈的十四行詩》，台北市：啟業，1968年、1972年。
- 王安博/譯，《灰毛驢與我》，台北市：敦煌書局，1968年。
- 王安博/選譯，《遙遠的海》，台北市：純文學，1969年。
- 徐斌/譯，《小白驢與我》，台北市：正中書局，1978年。
- 諾貝爾文學獎全集編譯委員會/編譯，《拉克斯尼斯（1955）/希梅尼斯（1956）》，台北市：九華出版：環華發行，1981年。
- 陳蒼多/譯，《生與死的故事》，台北縣三重市：新雨，1997年。
- 張莉莉/譯寫，伊莎貝爾/繪圖，《安達魯西亞之歌》，台北市：格林文化出版，1999年。
- 李魁賢/譯，《希梅內斯/薩巴》，台北縣新店市：桂冠，2004年。
- 林為正/譯，《小毛驢與我》，台北市：書林，2007年。

## 作品在中國大陆的出版
- 《小银和我》，达西安娜·菲萨克/译，北京，人民文学出版社，1984年。
- 《小毛驢與我—安達露西亞挽歌》，團結出版社，2005年。
- 《小毛驢之歌》，北京十月文藝出版社，2006年、2010年。
- 《小銀，我可愛的憨驢》，北方婦女兒童出版社，2011年。
- 《希梅內斯詩選》，河北教育出版社，2007年。
- 《一個新婚詩人的日記》，袁子涵/譯，北京，中國華僑出版社，2018年。

## 擴展閱讀
- de Albornoz, Aurora, ed. 1980. Juan Ramón Jiménez. Madrid: Taurus.
- Blasco, F. J. 1982. La Poética de Juan Ramón Jiménez. Desarrollo, contexto y sistema. Salamanca.
- Campoamor González, Antonio. 1976. Vida y poesía de Juan Ramón Jiménez. Madrid: Sedmay.
- Campoamor González, Antonio. 1982. Bibliografía general de Juan Ramón Jiménez. Madrid: Taurus.
- El Cultural. 14 Jun 2007. Los poemas eróticos de Juan Ramon Jiménez. Aparece Libros de amor. Conoce los poemas del JRJ más lujurioso
- Diario de Córdoba. 6 Jan 2007. ´Libros de amor´ descubre a un Juan Ramón Jiménez erótico
- Díez-Canedo, E. 1944. Juan Ramón Jiménez en su obra. México City.
- Guardian (London). 19 Jun 2007. My sex in the convent - by Nobel poet （页面存档备份，存于）
- Font, María T. 1973. Espacio: autobiografía lírica de Juan Ramón Jiménez. Madrid.
- Guerrero Ruiz, J . 1961. Juan Ramón de viva voz. Madrid.
- Gullón, R. 1958. Conversaciones con Juan Ramón Jiménez. Madrid.
- Jensen, Julio, 2012, The Poetry of Juan Ramón Jiménez. An Example of Modern Subjectivity. Copenhagen.
- Juliá, M. 1989. El universo de Juan Ramón Jiménez. Madrid.
- Olson, P.R. 1967. Circle of Paradox: time and essence in the poetry of Juan Ramon Jimenez. Baltimore.
- Palau de Nemes, G. 1974. Vida y obra de Juan Ramón Jiménez. 2/e. 2 v. Madrid: Gredos.
- Predmore, Michael P. 1966. La obra en prosa de Juan Ramón Jiménez. Madrid: Gredos.
- Salgado, M. A. 1968. El arte polifacético de las caricaturas líricas juanramonianas. Madrid.
- 孟憲忠編著，《諾貝爾文學獎作家的人生之旅》，台北市：智慧大學，1993年。
- 袁子涵，《西班牙現代詩歌漢譯：以希梅內斯「一個新婚詩人的日記」為例》，北京：中國華僑出版社，2023年。
- 诺贝尔官方网站关于胡安·拉蒙·希梅内斯介绍 （页面存档备份，存于）

## 外部連結
- Fundacion Casa-Museo Zenobia y Juan Ramón Jiménez （页面存档备份，存于）
- Juan Ramón Jiménez的作品  - 古騰堡計劃
- Nobel Prize Acceptance Speech （页面存档备份，存于）
- Juan Ramón Jiménez （页面存档备份，存于） on Find A Grave
- Juan Ramón Jiménez （页面存档备份，存于） on the Internet Movie Database